# Program West Ford

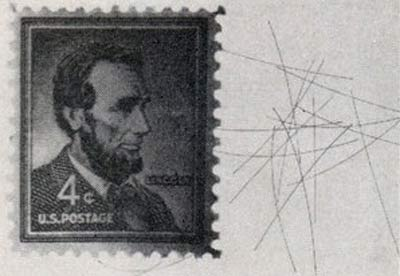
Igły West Ford

West Ford – seria amerykańskich wojskowych eksperymentów kosmicznych polegających na rozsianiu na orbicie okołoziemskiej ogromnych ilości miedzianych igieł – dipoli – utworzenie sztucznej jonosfery odbijającej fale radiowe z zakresu mikrofal (8 GHz). W tym celu Laboratorium Lincolna Politechniki Massachusetts przygotowało 480 milionów igieł o długości 1,77 cm i średnicę 0,00286 cm. Celem eksperymentów było stworzenie kanału łączności, który - w przeciwieństwie do podmorskich kabli - byłby niemożliwy do zniszczenia przez potencjalnego przeciwnika. Założenia programu straciły na aktualności wraz rozwojem łączności satelitarnej.
Misje West Ford:
- West Ford 1 – 21 października 1961 – wyniesiony wraz z satelitą MIDAS 4. Rozsianie 33 kilogramów[1]  dipoli (około 480 mln igieł) nie powiodło się – igły pozostały zlepione cieczą która nie odparowała. Igły były zapakowane w zbiorniku o wymiarach 15 na 50 centymetrów. Miały zostać wyrzucone równomiernie na orbitę prawie kołową, przebiegającą na wysokości 3360 km, tworząc pierścień o szerokości 8 km i grubości 40 km, co dałoby rozmieszczenie igiełek w średniej odległości 360 m[1].
  - perygeum: 3502 km[3]
  - apogeum: 3751 km[3]
W 1961 roku na zjeździe Międzynarodowej Unii Astronomicznej w Kalifornii potępiono prowadzenie tego typu eksperymentów, które mogą zagrozić międzynarodowym systemom łączności radiowej i obserwacjom astronomicznym[4]. Mimo protestów uczonych całego świata, dwa lata później ponownie przeprowadzono próbę. Wyniki nie zostały opublikowane, uznano je za tajemnicę wojskową[4].
- West Ford 2 – 9 maja 1963 – wyniesiony wraz z satelitą MIDAS 7. Udane rozsianie 22,5 kg dipoli (około 350 mln igieł o długości 1,78 cm i średnicy 17,8 μm), które utworzyły pierścień opasający Ziemię na wysokości około 3700 km, o grubości około 40 km[4] i 8 km[4] szerokości. „Chmura“ utrzymywała się przez prawie dwa miesiące, umożliwiając przeprowadzenie prób dalekosiężnej łączności, m.in. między stacjami amerykańskimi Camp Parks w pobliżu San Francisco a Millstone Hill w Westford, oddalone od siebie o około 4500 km[4]. 
  - perygeum: 3610[3]
  - apogeum: 3680[3]